# Martin Galway
Martin Galway (nacido el 3 de enero de 1966 en Belfast, Irlanda del Norte) es uno de los músicos para el chip de sonido SID del Commodore 64.  Entre sus trabajos más conocidos, se incluyen Arkanoid, Wizball y Green beret así como numerosas melodías utilizadas durante la carga de los juegos, como en los desarrollos de Ocean Software.

## Biografía

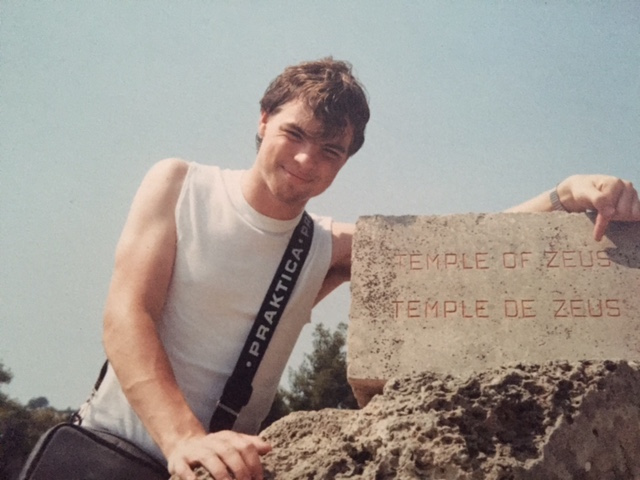
Martin Galway en Grecia (1987).

En 1983, cuando Martin Galway tenía solo 17 años y era estudiante, y escribía en sus ratos libre juegos y música para el BBC Micro, con sus amigos del Instituto Parrs Wood en Mánchester, Inglaterra. El antiguo profesor de informática del instituto, Peter Davidson, dejó el instituto para trabajar en 'Database Publications' en Stockport - empresa editora de la revista 'The Micro User'. Database Publications comenzó a publicar software bajo el nombre Optima Software, aprovechándose del hecho de que podían hacer publicidad de sus propios juegos sin coste. Como necesitaban programadores para crear el nuevo software Davidson contacto a antiguos alumnos suyos del instituto, entre ellos a Martin Galway (que solo tenía un año de experiencia con ordenadores) y Kevin Edwards (que ahora trabaja en Traveller's Tales). Sin ninguna herramienta de programación, y únicamente usando un BBC Micro en Basic y ensamblador, Galway silbaba las notas en alto e iba tecleando las notas una a una, creando así la música para el primer juego de Edwards y Optima Software: Atomic Protector (una copia sin licencia de Pac-Man. Galway cobro £50 por cada una de las seis semanas que trabajo para esta empresa (seis semanas era lo que duraban las vacaciones).
Galway, continuo escribiendo música y efectos de sonido para sus amigos los años siguientes. Cuando Galway vio el juego Eyes (otra copia de Pac-Man) realizada por su colega de estudios Paul Proctor pensó que podría tener un gran éxito y trato de encontrar una distribuidora en los anuncios de la revista Personal Computer News. La contraportada de la revista, estaba frecuentemente ocupada por anuncios de Ocean Software en Mánchester; En marzo de 1984, Galway los contactó como el representante de Proctor. El juego gustó en Ocean y después de una reunión con David Ward, Ocean lo compró por £300, aunque nunca fue publicado. Deseoso de demostrar sus habilidades como compositor a David Collier, el jefe de desarrollo de Ocean, Galway le entregó unos cuantos discos de BBC Micro a Richard Kay, que era el programador de BBC de Ocean (el cual más tarde crearía Software Creations). Tras su demostración, Ocean vio a Galway como un potencial reemplazo a su actual compositor, que vivía en Portsmouth, con los problemas de logística que significaba en la época. Queriendo asegurarse a un compositor local, permitieron a Galway que se llevase prestado un sistema completo de programación en ensamblador para Commodore 64 y empezó a analizar el sistema y a componer inmediatamente.
Durante los años 80, Galway compuso música para muchos de los más populares juegos de Commodore 64, y se convirtió en uno de los artistas compositores más prestigiosos del chip de sonido SID. Galway es conocido por sus soberbias y vertiginosas composiciones, así como por hacer uso extensivo de las capacidades de modulación del chip de sonido SID y por hacer poco ortodoxos y sorprendentes cambios en los registros del SID, mientras las notas estaban sonando (provocando un sonido de eco muy característico de sus composiciones). Quizás uno de sus composiciones más famosas sea el Ocean loader, así como la melodía de Cómic Bakery, una melodía con 3 extensas voces. Esta melodía, es además una de las más ripeadas del C64, y ha sido incluida en numerosas Intros (lo que los crackers solían poner al principio de un juego crackeado para alardear de sus capacidades). Una edición de esta melodía, fue también usada en el primer nivel del juego Jurassic Park lanzado por Ocean Software para Nintendo en 1993. Otras de las melodías más recordadas por antiguos usuarios de Commodore 64 son las melodías de los juegos Green Beret y Yie Ar Kung-Fu.
Galway también compuso la música para uno de los primeros títulos de la compañía 'Origin Systems' llamado Times of Lore, con varias melodías que trataban de trasladar al usuario al ambiente medieval.

Galway fue también el primer músico al que le fue publicado una melodía con sonidos sampleados en el Commodore, en la conversión de Arkanoid. Cuando se le preguntó cómo consiguió utilizar samples, el respondió: 
"Averigué cómo funcionaban los samples, investigando el código hecho por otros programadores, lo reconozco... Utilicé un paquete de sonidos de tambor digitalizados, por lo que podemos decir que fui el primero en mezclar samples y música. [...] Nunca dije que inventase esa técnica, solo que fui el primero al que publicaron. De hecho, no pude averiguar de dónde obtuvieron los datos sampleados, solo que iban jugando con los registros del volumen, así que intenté crear mi sonidos propios de tambor, que es lo que publicamos con Arkanoid. [...] Cuando el juego ya estaba en las tiendas, conseguí acceso a auténticos samples de tambores, y los meti en mi version privada de la melodía. La que salió a las tiendas es más bien una mezcla de pedos y eructos, ¿no os parece? [...] Más adelante, conseguí unos samples mucho más decentes y conseguí obtener sonidos mucho más sofisticados que usé en el juego Game Over."
Galway ha dicho que no hará ninguna adaptación de sus canciones, ya que fueron hechas para el chip SID y sonarían mal en instrumentos reales. De todos modos, ha dicho que no descarta crear nuevas composiciones para instrumentos reales. Se puede encontrar una recopilación de sus melodías en la colección de ficheros SID The High Voltage SID Collection

En junio de 2007, Martin Galway había cumplido 25 años en la Industria del videojuego, trabajando como gerente de producción/operaciones y director de audio en la compañía Certain Affinity, una empresa de software, situada en Austin, Texas.
Galway es sobrino del famoso flautista Sir James Galway.

## Música para Videojuegos
- Atomic Protector (Optima Software, 1983)
- Cookie (Ultimate Play The Game, 1983.
- Swag (Micromania, 1984)
- Sabre Wulf (Ultimate Play the Game, 1984)
- Yie Ar Kung-Fu (Imagine, 1985)
- Hyper Sports (Imagine/Konami, 1985)
- Kong Strikes Back! (Ocean, 1985)
- The Neverending Story (Ocean, 1985)
- Ocean Loader 1 & 2 (The two different songs were actually used in several games released by Ocean, playing during the loading sequence of the game. Ocean Loaders 3 to 5 are composed by Peter Clarke and Jonathan Dunn.) (Ocean, 1985)
- Roland's Ratrace (Ocean, 1985)
- Mikie (Imagine, 1986)
- Ping Pong (Imagine, 1986)
- Comic Bakery (Imagine, 1986)
- Stryker's Run (Superior Software, 1986)
- Terra Cresta' (Imagine, 1986)
- Green Beret (Imagine/Konami, 1986)
- Helikopter Jagd (Ocean, 1986)
- Highlander (Ocean, 1986)
- Hunchback II (Ocean, 1986)
- Match Day (Ocean, 1986)
- Miami Vice (Ocean, 1986)
- Parallax (Ocean, 1986)
- Rambo: First Blood Part II (Ocean, 1986)
- Short Circuit (Ocean, 1986)
- Arkanoid (Imagine, 1987)
- Athena (Imagine, 1987)
- Game Over (Imagine, 1987)
- Rastan (Imagine, 1987)
- Slap Fight (Imagine, 1987)
- Yie Ar Kung Fu II (Imagine, 1987)
- Combat School (Ocean, 1987)
- Crazee Rider (Superior Software, 1987)
- Wizball (Ocean, 1987)
- Microprose Soccer (Microprose, 1988)
- Times of Lore (Origin, 1988)
- Insects in Space (Sensible Software, 1989)
- Wing Commander 2: Vengeance of the Kilrathi (Origin, 1991)
- Ultima VII: The Black Gate (Origin, 1992)
- Ultima Underworld: The Stygian Abyss (Origin, 1992)
- Strike Commander (Electronic Arts/Origin, 1993)
- Wing Commander 4: The Price of Freedom (Electronic Arts/Origin, 1995)
- The Kilrathi Saga (Electronic Arts, 1996)
- Starlancer (Digital Anvil/Microsoft, 2000)